# Tonalli River
Der Tonalli River ist ein Fluss im Osten des australischen Bundesstaates New South Wales. 
Er entspringt im südlichen Teil des Blue-Mountains-Nationalparks und fließt nach Osten, wo er in den Lake Burragorang und damit in den Wollondilly River mündet.
Der Fluss verläuft im unbesiedelten Nationalpark. Etwa fünf Kilometer flussabwärts von der Quelle liegt die Kleinstadt Yarranderie mit dem anschließenden Yarranderie State Park, einem staatlichen Naturschutzgebiet, das in den Blue-Mountains-Nationalpark integriert ist. Yarranderie ist durch eine unbefestigte Straße von Westen her erschlossen, die von Oberon über Shooters Hill führt. Die Strecke Yarranderie-Shooters Hill ist rund 65 Kilometer lang. Andere Straßen und Wege gibt es am Tonalli River nicht.